# 乗替寿好
乗替 寿好（のりかえ ひさよし、1950年11月15日 - ）は、福井県出身の元プロ野球選手（投手）。

## 来歴・人物
若狭高校では甲子園に3回出場。2年生の時には、1年上のエース川藤幸三を擁し、一塁手、控え投手として1967年春の選抜に出場。1回戦で報徳学園に敗退。同年夏の選手権では先発を任されるが、1回戦で武相高の島野修と投げ合い、完封を喫する。
翌1968年にはエースとして夏の甲子園に出場。やはり1回戦で北日本学院の有沢賢持に抑えられ、0-1で惜敗。しかし同年の福井国体では、決勝で谷岡潔のいた松山商を下し初優勝を飾る。同国体では3試合で失点1、24三振を奪い、特に内角へ食い込む速球に威力があった。
同年のドラフト2位で西鉄ライオンズへ入団、貴重な左腕として期待された。
1970年は5月から先発陣に入る。27日には近鉄の太田幸司、佐々木宏一郎と投げ合い8回を4安打と好投、自己唯一の完投を記録するが終盤に崩れ敗戦投手となった。その後も結果を残せず中継ぎに回る。同年は32試合に登板するが0勝5敗、防御率5.88と成績は振るわなかった。
1974年に永射保とのトレードで広島東洋カープへ移籍。
1975年限りで引退。オーバーハンドから大きなカーブやシュートを武器とした。
その後故郷で社会人野球クラブチーム・福井ミリオンドリームズのコーチと、中学硬式野球チーム若狭ボーイズの監督を務めている。現在は、実家の整骨院で働いている。
息子は同じ若狭高校を出て、立命館大学、セガサミーで捕手としてプレーした。
乗替という珍しい苗字は本名で、全国に20人程度しかいない。

## 詳細情報

### 年度別投手成績
| 年 度     | 球 団       | 登 板 | 先 発 | 完 投 | 完 封 | 無 四 球 | 勝 利 | 敗 戦 | セ 丨 ブ | ホ 丨 ル ド | 勝 率 | 打 者 | 投 球 回 | 被 安 打 | 被 本 塁 打 | 与 四 球 | 敬 遠 | 与 死 球 | 奪 三 振 | 暴 投 | ボ 丨 ク | 失 点 | 自 責 点 | 防 御 率 | W H I P |
| --------- | ----------- | ----- | ----- | ----- | ----- | -------- | ----- | ----- | -------- | ----------- | ----- | ----- | -------- | -------- | ----------- | -------- | ----- | -------- | -------- | ----- | -------- | ----- | -------- | -------- | ------- |
| 1970      | 西鉄 太平洋 | 32    | 10    | 1     | 0     | 0        | 0     | 5     | --       | --          | .000  | 231   | 48.2     | 54       | 12          | 28       | 1     | 5        | 36       | 0     | 0        | 37    | 32       | 5.88     | 1.68    |
| 1971      | 西鉄 太平洋 | 3     | 0     | 0     | 0     | 0        | 0     | 0     | --       | --          | ----  | 7     | 1.1      | 2        | 0           | 2        | 0     | 0        | 2        | 0     | 0        | 0     | 0        | 0.00     | 3.00    |
| 1973      | 西鉄 太平洋 | 12    | 0     | 0     | 0     | 0        | 0     | 1     | --       | --          | .000  | 45    | 9.2      | 6        | 0           | 10       | 2     | 2        | 8        | 1     | 1        | 5     | 5        | 4.50     | 1.66    |
| 1974      | 広島        | 10    | 0     | 0     | 0     | 0        | 0     | 1     | 0        | --          | .000  | 24    | 6.0      | 8        | 0           | 2        | 0     | 0        | 3        | 0     | 0        | 1     | 1        | 1.50     | 1.67    |
| 通算：4年 | 通算：4年   | 57    | 10    | 1     | 0     | 0        | 0     | 7     | --       | --          | .000  | 307   | 65.2     | 70       | 12          | 42       | 3     | 7        | 49       | 1     | 1        | 43    | 38       | 5.18     | 1.71    |

- 西鉄（西鉄ライオンズ）は、1973年に太平洋（太平洋クラブライオンズ）に球団名を変更

### 記録
- 初登板：1970年4月16日、対ロッテオリオンズ3回戦（平和台球場）、3回表から2番手で救援登板、1回1失点
- 初先発登板：1970年5月1日、対ロッテオリオンズ4回戦（東京スタジアム）、3回2/3無失点で勝敗つかず
- 初完投：1970年5月27日、対近鉄バファローズ7回戦（日本生命球場）、8回4失点で敗戦投手

### 背番号
- 17 （1969年）
- 34 （1970年 - 1972年）
- 41 （1973年）
- 20 （1974年 - 1975年）